# Елидерско македонско благотворително братство „Серес“
Елидерското македонско благотворително братство „Серес“ е местно дружество на българи емигранти от Македония, съществувало в пазарджишкото село Ели дере, България.

## История
Елидерското македонско братство излъчва трима делегати на обединителния конгрес на СМЕО и МФРО от януари 1923 година. Това са Б. Х. Димков, Г. Д. Засков и Коста Гугушев.
В началото на 1924 година братството си избира ръководство в състав Георги Ив. Мангъров (председател), Павел Н. Димитров (подпредседател), Стоян К. Карцанов (секретар-касиер) и членове Костадин Н. Димитров, Никола Ат. Фудулов и Георги Н. Димитров. В контролната комисия влизат Васил Д. Жабаров, Никола Ив. Мъкъров и Димитър Г. Скендеров. На 28 март 1926 година е избрано ново настоятелство в състав Георги Ив. Мангъров (председател), Илия Н. Енчев (подпредседател), Стоян К. Карцилов (секретар), Иван Г. Петков (касиер). А в контролната комисия влизат Димитър А. Янойков, Павел Н. Димитров и Никола Попатанасов.
Възстановено е отново на 12 януари 1936 година на събрание, на което е избрано ръководство в състав Паскал Савов Паскалов (председател), Стоян Г. Гуцев (подпредседател), Стоян К. Кърщилов (секретар), Иван Димитров Палейков (касиер) и Димитър Захаров (библиотекар). В Контролната комисия влизат Илия Коджаманов (председател), Димитър Янакиев (секретар) и Йордан Петков (член).